# Йордан Велев
Йордан Митров Велев е български финансист, политик, кмет на Видин.

## Биография
Роден е през 1886 г. във Видин. Има финансово образование Директор е на клона на Българската генерална банка във Видин. Кмет на Видин от 27 януари до 13 април 1932 г. По време на мандата си съкращава 40 служители на общината поради нуждата от намаляване на разходите. Подава оставка на 13 април поради влошено здравословно състояние..